# Kathreinfund
Der Kathreinfund ist ein hallstattzeitlicher Schatzfund in der Gemeinde Fließ im Bezirk Landeck, Tirol.
Er ist der größte Depotfund in Nordtirol und bewirkte eine Neubewertung der hallstattzeitlichen Kultur in der Region. Als Folge wurde in Fließ ein Archäologisches Museum zur Dokumentation der Funde eingerichtet.

## Entdeckung, Fundsituation und Bergung
Im Oktober des Jahres 1990 traten bei Aushubarbeiten auf dem Kathreinhof in Fließ in 1,5 Meter Tiefe eine große Anzahl von Metallgegenständen zu Tage. Diese wurden eingesammelt und dem Bodendenkmalpfleger für Tirol und Vorarlberg vorgelegt. Bei den Objekten handelte es sich um Beile, Schmuck, Trachtbestandteile, Gerät und Gefäße aus der Hallstattzeit, die zwar häufig fragmentiert, doch sehr gut erhalten waren. 1992 wurde dieser Fund unter Denkmalschutz gestellt. Er gab noch im Jahre seiner Entdeckung Anlass zu Gründung des Museumsvereines und in weiterer Folge des Museums Fließ.

## Das Depot
Mit insgesamt 386 Stücken ist dieses Ensemble der größte Hortfund in Nordtirol. Allein 53 Beile waren in diesem Depot enthalten, dazu kamen zahlreiche Fibeln und Fibelbruchstücke, Arm- und Fußreifen, Bruchstücke von Gefäßen und Gürtelblechen.
Diese Gürtelblechfragmente übertreffen mit 38 Stück die Zahl der bisher in Mitteleuropa gefundenen Gürtelbleche und sind kulturhistorisch besonders wertvoll. Sie sind Teil der damals üblichen weiblichen Tracht und die kunstvollen Punzverzierungen geben Aufschluss über die Glaubensvorstellungen der Menschen in der Hallstattzeit.

## Niederlegungsgrund
Viele der Gegenstände sind absichtlich zerstört, dies ist ein sehr häufig auftretendes Merkmal von Depotfunden. Diese Vorgehensweise im Opferbrauchtum ist seit der mittleren Bronzezeit üblich und hielt sich im Alpenraum bis in die späte Eisenzeit. Sie ist beispielsweise auch am bronzezeitlichen Schatzfund vom Moosbruckschrofen am Piller zu beobachten und dient wohl dem Zweck kultisch genutzte Gegenstände vor einer profanen Wiederverwendung zu schützen. Dieser Hortfund ist mit großer Wahrscheinlichkeit mit dem Brandopferplatz auf der Piller Höhe in Verbindung zu bringen, der bis in die La-Tène-Zeit benutzt wurde. Die Objekte wurden über längere Zeit gesammelt, was vor allem anhand der Fibeln deutlich wird (die ältesten Fibeln datieren etwa um 700 v. Chr., die jüngsten etwa um 550 v. Chr.). Im Alpenraum wurden Prestigegüter ihrem Besitzer nicht ins Grab mitgegeben. Sie wurden vermutlich in Heiligtümern verwahrt und gelangten nach einiger Zeit in den Boden. Diese Sitte ist durch archäologische Funde wie auch durch schriftliche Quellen der antiken Welt belegt und wurde beispielsweise auch in Griechenland praktiziert.
Fließ ist als Fundort sehr bedeutend. Von dort stammt nicht nur dieses Depot, sondern auch der bereits erwähnte Brandopferplatz auf der Piller Höhe ist hier anzusiedeln. Ebenfalls zu nennen ist ein bronzezeitlicher Schatzfund vom Moosbruckschrofen am Piller und der bedeutende Fund eines bronzezeitlichen Hauses im Fließer Ortsteil Silberplan.
Der Kathreinfund und andere Objekte aus Fließ und Umgebung sind im Museum Fließ untergebracht.